# Disonycha semicarbonata
Disonycha semicarbonata är en skalbaggsart som först beskrevs av J. L. Leconte 1859.  Disonycha semicarbonata ingår i släktet Disonycha och familjen bladbaggar. Inga underarter finns listade i Catalogue of Life.